# Gourde haitiano
Il gourde (francese), goud (creolo haitiano) è la valuta ufficiale di Haiti. Il suo codice ISO 4217 è HTG. Il gourde è diviso in 100 centime (francese) o santim (creolo haitiano).

## Primo Gourde, 1813-1870
Il primo gourde fu introdotto nel 1813. Sostituì la livre con un cambio di 1 gourde = 8 livre 5 sou.

### Monete
La prima emissione di monete era costituita da pezzi d'argento da 6, 12 e 25 centime. Nel 1827 furono introdotte monete da 50 e 100 centime, cui seguirono quelle da 1 e 2 centime nel 1828. Nel 1846 e nel 1850 furono emesse le monete ad 6¼ centime e quelle da 6 centime. Nel 1863 furono emesse monete di bronzo, prodotte dalla Heaton mint di Birmingham. Queste erano nei valori da 5, 10 e 20 centime e furono le ultime monete del primo gourde.

### Banconote
Il governo di Haiti emise carta-moneta nei tagli da 1, 2, 4, 5, 8, 10, 12, 16, 20, 24, 25, 48 e 100 gourde.

## Secondo gourde, 1870-1872
Nel 1870 fu emesso il nuovo gourde rivalutato con un tasso di dieci ad uno. Per questo secondo gourde ci furono solo banconote emesse dal governo con i valori di 10 e 25 gourde.

## Terzo gourde, 1872-in corso
Nel 1872 il gourde fu nuovamente rivalutato, questa volta con un tasso di 300 ad 1. Nei primi anni di questa nuova valuta furono emesse solamente le banconote e fu spesso usato il nome piastre invece di gourde, in particolare nelle banconote emesse con la data 1875. Nel 1881 il gourde fu agganciato al franco francese con un cambio di 5 franchi = 1 gourde e fu ripresa la produzione di monete.
Il rapporto con il franco non sopravvisse ma nel 1912 il gourde ebbe un cambio fisso con il dollaro statunitense con un cambio di 5 gourde per un dollaro. Anche se questo tasso fisso è stato abbandonato nel 1989 e la valuta ora oscilla liberamente sul mercato, i cinque gourde sono spesso chiamati "dollaro haitiano".  Ugualmente i 5 centime sono il "penny haitiano".  Inoltre in molti posti i prezzi non sono espressi in gourde ma in "dollari haitiani", che di conseguenza devono essere multiplicati per 5 per convertli in gourdes.

### Monete
Nel 1881 l'emissione di monete era costituita da pezzi da 1, 2, 10, 20 e 50 centime e da 1 gourde. Le monete da 5 centime fu aggiunta nel 1889. La produzione delle monete da 1 e 2 centime e da un 1 gourde terminò nella metà degli anni 1890, mentre la produzione di monete cessò completamente tra il 1908 ed il 1949, quando riprese la produzione delle monete da 5 e 10 centime. Queste furono seguite da quelle da 20 centime nel 1956, da 50 centime nel 1972 e da 1 e da 5 gourde nel 1995.
Le monete in circolazione sono:
- 20 centime
- 50 centime
- 1 gourde
- 5 gourde

### Banconote
Nel 1875 furono emesse banconote dalla "National Bank of Haiti" nei tagli da 25 centime, 1 e 5 piastre (uguali al gourde). Dopo queste furono emesse banconote in tagli che andavano dai 10 centime ai 5 gourde dai vari governi di Haiti fino al 1916, quando iniziarono le emissioni della "Banque Nationale de la République d'Haïti". Nel 1920 furono emesse banconote da 1, 2, 5, 10 e 20 gourde e quelle da 50 e 100 gourde furono aggiunte nel 1925. Negli anni 1970 furono introdotte le banconote da 25, 250 e 500 gourde. Nel 1979, la Banque de la République d'Haïti prese il posto della Banque Nationale come responsabile dell'emissione della carta moneta. La banconota da 1000 gourde è stata introdotta nel 2004.
Le banconote in circolazione sono:
- 10 gourde
- 20 gourde
- 25 gourde
- 50 gourde
- 100 gourde
- 250 gourde
- 500 gourde
- 1000 gourde

Nota: le banconote da 1, 2, e 5 gourde non sono più stampate.